# Isabel Pérez de Guzmán, señora de Gibraleón y Villalva de Alcor
Isabel Pérez de Guzmán (¿?- m. 1449) fue una dama de la nobleza castellana, que ostentó el señorío de Gibraleón y Villalva de Alcor. Fue condesa de Ledesma por su matrimonio con Pedro de Zúñiga.

## Orígenes familiares
Fue la hija primogénita de Alvar Pérez de Guzmán, II señor de Gibraleón, de Palos, de La Palma y de Olvera, alguacil mayor de Sevilla, Almirante mayor de Castilla y Adelantado de La Frontera, y de Elvira de Ayala, que a su vez fue hija del famoso poeta y cronista, el canciller Pedro López de Ayala y de Leonor de Guzmán, señora de Cuartango y Morillas (Álava). Tuvo solo una hermana, Juana Pérez de Guzmán, que se casó con Juan Rodríguez de Castañeda, señor de Fuentidueña y otros lugares.

## Biografía
La prematura muerte de su padre, en 1394, dejó la responsabilidad de la tutela de Isabel y de su hermana Juana en manos de su madre, Elvira de Ayala, así como la administración de los dominios señoriales. Solo un año después, en 1395 su madre negoció con Diego López de Zúñiga, I Señor de Béjar y Justicia Mayor de Castilla, el matrimonio de Isabel con el hijo de este, Pedro de Zúñiga, y la asignó en el acuerdo matrimonial la villa de Olvera (Cádiz) en concepto de dote, que quedaría integrado en sus posesiones. El matrimonio se celebró tras obtener dispensa papal de Benedicto XIII en 1402. Pedro de Zúñiga, reunió los títulos de conde de Ledesma y de Plasencia, además de ser señor de Béjar, Miranda del Castañar, Cáceres, Trujillo, Curiel, Candeleda y Olvera. 
El traspaso de las posesiones asignadas a Isabel se produjo en septiembre de 1407. Isabel se convirtió entonces en señora de Gibraleón y de Villalva de Alcor por la cesión de los derechos de su madre a estas posesiones que tan duramente habían sido defendidas por Elvira de Ayala en los tribunales, ante la reclamación de antiguos posesores. Se conserva la renuncia expresa de su madre a estas villas solariegas y la toma de posesión de la nueva señora, acompañada de su marido. A la muerte de su madre, Isabel también se posesionaría de parte de la villa de Palos (Huelva), señorío que administraría junto a su hermana Juana.
Otorgó su testamento en Valladolid el 17 de noviembre de 1435, donde ordenó su inhumación en el convento de la Trinidad de Valladolid, en el sepulcro encargado por su marido, y vestida con el hábito de san Francisco. Murió, al parecer, en el año 1449, al poco de haber otorgado su codicilo, el 1 de noviembre de 1448.

## Descendencia
De su matrimonio con Pedro de Zúñiga, conde de Ledesma y de Plasencia, nacieron dos hijos y una hija:
- Álvaro López de Zúñiga, primogénito, heredero del patrimonio paterno. Fue conde de Plasencia, así como duque de Plasencia, de Béjar y de Bañares. Contrajo matrimonio con Leonor Manrique.
- Diego López de Zúñiga, conde de Miranda del Castañar. Contrajo matrimonio con Aldonza de Avellaneda, hija de Juan de Avellaneda, en 1439.[9]
- Elvira de Zúñiga, que contrajo nupcias con Juan Pimentel en 1435, conde de Mayorga.[10]